# Forsstroemia remotifolia
Forsstroemia remotifolia là một loài Rêu trong họ Leucodontaceae. Loài này được (Lindb. ex Broth.) Hedenäs & Zare mô tả khoa học đầu tiên năm 2010.